# Alain Bédé
Alain "James" Bede (Attécoubé, 20 agosto 1970) è un ex calciatore ivoriano, di ruolo difensore.
Suo figlio Boris gioca a football canadese ed è stato membro della nazionale di football americano della Francia.